# Cuidado con las rubias
Cuidado con las rubias (en italiano: Odio le bionde) es una película de comedia italiana dirigida por Giorgio Capitani y protagonizada por Enrico Montesano y Jean Rochefort.

## Reparto
- Enrico Montesano - Emilio Serrantoni
- Jean Rochefort -  Donald
- Corinne Cléry -  Angelica
- Marina Langner -  Valeria
- Paola Tedesco - Teresa
- Gigi Ballista - Psicoanalista
- Ivan Desny -  Brown